# 2023년 중국 비행체 사건
2023년 중국 비행체 사건(영어: China spy balloon incident)은 중국의 정찰 풍선이 캐나다와 미국 영공에 침범한 사건이다.

## 진행상황
2023년 1월 28일, 미국 영공에 중국의 비행체가 진입했다. 풍선은 버스 3대 정도의 크기로 알려졌다.
호주 그리피스 대학교 아시아연구소의 피터 레이튼 연구원은 "해당 정찰 풍선은 미국 통신 시스템과 레이더에 대한 정보를 수집하는 것으로 보인다"며 "풍선이 수집한 정보는 위성 링크를 통해 실시간으로 중국에 중계될 수 있다"고 말했다.
미국은 한때 전투기를 출격해 격추를 검토했지만 조 바이든 미국 대통령은 잔해가 지상 안전에 위협될 수 있다며 격추하지 말라고 지시했다.
2월 4일, 중국 외교부 대변인은 홈페이지를 통해 "그 비행선은 중국에서 간 것"이라고 중국 것임을 인정했으나 "민간용이며, 기상 등 과학연구에 사용되는 것"이라고 해명했다. "서풍의 영향으로 자신의 통제 능력상 한계에 봉착, 예정된 항로를 심각하게 벗어났다"고 밝히며 군사용이나 정찰목적이 아닌 우발적 침입사건임을 강조했다. 대변인은 이어 "중국 측은 비행선이 불가항력으로 미국에 잘못 들어간 것에 대해 유감을 표한다"며 중국은 앞으로 계속 미국 측과 소통을 유지하며 이번 불가항력에 의한 의외의 상황에 대해 적절히 처리할 것"이라고 부연했다.
2월 4일, 미국 정부는 4일(현지시간) 오후 동부 캐롤라이나 해안에서 중국 풍선을 격추했으며, 잔해를 수거하는 작전을 진행하고 있다. 오후 2시 39분(EST), 약 6만∼6만5000ft(약 18∼20km) 고도에 있던 풍선을 버지니아주 랭글리 공군기지에서 출격한 F-22 스텔스 전투기 2대가 AIM-9 공대공미사일 한 발로 격추했다. F-22 스텔스 전투기의 최대운용고도가 20 km이다.
이번 풍선 제거 작전은 버지니아주 랭글리 공군기지에서 출격한 F-22 랩터 전투기가 주도했다. 만일의 경우에 대비해 F-15 전투기들의 호위를 받으며 풍선에 근접한 F-22는 공대공 미사일을 쏴 풍선을 정확히 맞췄다. 작전이 장기화할 수도 있어 여러 대의 공중급유기가 근처에 대기했으나 F-22는 단 한 발(a single shot)로 상황을 끝냈다.

## 정찰풍선
현대식 정찰 풍선은 민간 항공기(12km)나 전투기(20km)보다 높은 24~37km 고도에서 작동이 가능하기 때문에 넓은 범위를 정찰할 수 있다.
2023년 2월 4일, 미 국방부 고위 관계자는 브리핑에서 “정찰풍선은 1월 28일 얄루산 열도 북쪽 (알래스카) 지역 방공식별구역(ADIZ)에 진입했고, 캐나다 노스웨스트 준주(準州)를 거쳐 1월 31일 아이다호주 북부 미국 영공을 침범했다”고 밝혔다. 정찰풍선은 이어 몬태나주와 미주리주를 거쳐 4일 사우스캐롤라이나를 통해 대서양 해변을 통과했다. 7일간 미국을 남동 방향으로 횡단한 것이다. 이 관계자는 “중국 정찰풍선은 이전 행정부에서 적어도 세 번, 그리고 바이든 행정부 초기 한 차례 미국 영공을 잠시 통과했지만 이렇게 장시간 상공을 침입한 적은 없었다”고 했다.
바이든 행정부는 중국의 ‘기상관측을 위한 민수용 비행선’이라는 해명에 대해 “거짓말”이라며 “이 풍선은 중국의 감시자산으로 의도적으로 미국과 캐나다를 횡단했다”고 강조했다.
풍선은 미국의 3대 핵 기지 중 하나인 몬태나주 맘스트롬 공군기지와 B-2 전략폭격기 등이 배치된 미주리주 화이트맨 공군기지 다수 군사시설 상공을 지나간 것으로 전해졌다. 정찰풍선에는 목적지로 향하는 바람을 타기 위해 상승과 하강을 조절하는 방향통제 장치와 프로펠러, 감시카메라, 통신장치 및 태양광 패널 등이 장착된 것으로 알려졌다.
바이든 행정부 관계자는 워싱턴포스트(WP)에 “풍선에 고도의 통신장비가 있었고 프로펠러를 통해 방향을 여러 번 바꿨다”고 밝혔다. 풍선이 표류했다는 중국 측 설명과 달리 군사기지 상공을 찾아 비행했다는 뜻이다. 미국은 격추된 정찰풍선 잔해를 수거해 복원 작업에 나섰다.

## 중국의 반응
중국 외교부는 성명을 내고 "미국이 민간 무인기를 공격하기 위해 무력을 사용하는 것에 대해 강한 불만과 항의를 표명한다"고 밝혔다.

## 같이 보기
- 아웃워드 작전(영어판)
- 후고 풍선폭탄
- 운동에너지 폭격(신의 지팡이)